# Argyra grayi
Argyra grayi är en tvåvingeart som beskrevs av Robinson 1964. Argyra grayi ingår i släktet Argyra och familjen styltflugor.
Artens utbredningsområde är South Carolina. Inga underarter finns listade i Catalogue of Life.